# Fuentes de crédito a corto plazo
Cuando una empresa tiene problemas de liquidez, tiene diferentes opciones para financiarse, ya sea a largo plazo que concierne a más de un año) o a corto plazo corresponde a menos de un año. Por consiguiente, se describen algunos métodos del financiamiento a corto plazo.
Los métodos más utilizados para financiarse a corto plazo, son los siguientes:
- Líneas de crédito revolutivas: Es un crédito que puede ser solicitado y pagado en el plazo determinado. Se puede pagar antes del plazo establecido sin recibir penalización. Son muy usuales para financiar capital de trabajo; se cobra una tasa de interés y una comisión por desembolso.
- Cartas de crédito: Son utilizadas para el comercio internacional. Es un respaldo interbancario que le garantiza al proveedor el pago de su exportación y al importador la entrega integra de la importación. Es muy utilizada en relaciones comerciales que estén iniciando, ya que funge como una garantía para ambas partes. El Banco cobra una comisión por el monto dado y en caso de que alguna de las partes incumpla, se ejecuta la carta de crédito, el Banco paga a la parte ejecutante el monto adeudado y le cobra a la parte ejecutada, se convierte en un crédito real con el Banco, el cual será en términos previamente pactados y por ende, protege al tanto al proveedor como al importador.
- Cartas de crédito stand by: Al igual que una carta de crédito, son para uso en el comercio internacional. Consiste en un respaldo bancario que la entidad financiera brinda al proveedor extranjero sobre una línea de crédito comercial. Suele usarse para relaciones comerciales con mayor tiempo de existencia. El banco cobra una comisión por el monto garantizado y en caso de que el deudor incumpla el pago al proveedor, el banco deberá pagar al proveedor y cobrar al deudor según condiciones pactadas previamente. En este tipo de crédito solo se protege al proveedor y si se ejecuta, muere el Stand By.
- Descuento de facturas, factoring o factoreo: Radica en una cesión del derecho de cobro de una factura comercial, que se le otorga a un tercero, a cambio de que este adelante el pago del monto establecido en la factura. El acreedor cobra una tasa de interés al cliente, previamente pactada. En caso de que el deudor no pague la factura el cliente debe hacerse responsable por el pago de la misma al acreedor, bajo las condiciones pactadas. Es utilizado para financiar capital de trabajo y también para acortar el ciclo de cobro.

Existen algunos otros instrumentos financieros a corto plazo, estos son menos usados, ya que si se utilizan es porque se tiene una mala relación con el cliente. Algunos de estos son las garantías de participación, las garantías de cumplimiento, la pignoración de inventarios en esta se pone el inventario en garantía y los pactos retroventa en este se da un activo a responder y si en el plazo pactado no ha pagado la totalidad de la deuda, la empresa se deja el activo y en el caso de que pague a tiempo se le devuelve.
Lo más caro de la liquidez es no tenerla, por eso existen diferentes medios por los cuales la empresa se puede financiar a corto plazo. La empresa debe tomar la opción que más le convenga, justo con sus necesidades de liquidez.